# Comité para la Defensa de los Derechos Humanos en Honduras
Das Comité para la Defensa de los Derechos Humanos en Honduras (Komitee für die Verteidigung der Menschenrechte in Honduras)  (CODEH) ist eine Menschenrechtsorganisation in Form einer NGO in Honduras. Es wurde 1981 gegründet.

## Hintergrund
Honduras hat eine Geschichte die zwischen 1955 und 1979 von zahlreichen Staatsstreichen und Militärregierungen gekennzeichnet ist. Eine zivile Regierung wurde 1981 gewählt, aber die Menschenrechtsverletzungen nahmen nicht ab. Die militärische Einheit  Bataillon 316, die von der US-amerikanischen  Central Intelligence Agency sowohl in Honduras als auch in den USA ausgebildet wurde, und die auch eng mit dem faschistischen Chile unter dem Diktator Augusto Pinochet zusammenarbeitete, war für zahlreiche Attentate, Entführungen, Morde und Folterungen verantwortlich. Amnesty International geht von mindestens 184 Menschen aus, die man zwischen 1980 und 1992 in Honduras hat verschwindenlassen. Hinter diesen Verbrechen soll das Militär Honduras’ gesteckt haben.

## Gründung
Die Organisation wurde im Mai 1981 vom Arzt Ramón Custodio Lopez, einem Gründungsmitglied des Medical College of Honduras, gegründet. Bis 1999 blieb er Vorsitzender der Organisation.

## Ziele
Die Ziele der Organisation waren zunächst auf die Menschenrechte beschränkt. Sie haben sich aber auf soziale und wirtschaftliche Ziele ausgeweitet.

## Struktur und Organisation
Andrés Pavón Murillo ist seit 1999 Vorsitzender. Im Frühjahr 2009 trafen sich die Führung der CODEH mit Manuel Zelaya. Zelaya und die Führung der CODEH stellten eine Menge Gemeinsamkeiten fest.

## Reaktion der Regierung
Während der 1980er wurde die Organisation durch Sicherheitskräfte bedrängt und eingeschüchtert. Der CODEH-Vorsitzende der nördlichen Region Honduras’, Miguel Ángel Pavón Salazar, sagte im Oktober 1987 vor dem Inter-American Court of Human Rights (IACHR) aus, am 14. Januar 1988 wurde er erschossen. Der Rat der interparlamentarischen Union brachte Beweise vor, dass der Mord in Zusammenhang mit der Aussage Angel Pavons stand und berichtete von der Aussage Fausto Reyes Caballeros, der ehemaliges Mitglied des Bataillons 316 war. Dieser nannte Namen einiger Kameraden, die für die Ermordung verantwortlich waren.
Der aktuelle Vorsitzende, Andrés Pavón Murillo, wurde bereits dreimal verklagt und auf ihn wurde ein erfolgloser Mordversuch durchgeführt.

## CODEH-Berichte
Die Organisation behauptete Mitte 2006, dass sieben Ex-Mitglieder des Bataillon 316 (Billy Joya, Alvaro Romero, Erick Sánchez, Onofre Oyuela Oyuela, Napoleón Nassar Herrera, Vicente Rafael Canales Nuñez, Salomón Escoto Salinas und René Maradianga Panchamé) wichtige Positionen in der Verwaltung von Präsident Manuel Zelaya innehätten.